# 卡哈洛乡
卡哈洛乡，是中华人民共和国四川省凉山彝族自治州雷波县下辖的一个乡镇级行政单位。

## 行政区划
卡哈洛乡下辖以下地区：
羿子村、洗马溪村、松龙村、卡坪村、体格村、卡哈洛村和大火地村。